# Christian Steinbacher
Christian Steinbacher (1990) è un ex sciatore alpino tedesco, specialista delle prove veloci.

## Biografia
Attivo in gare FIS dal novembre del 2005, in Coppa Europa Steinbacher esordì il 17 novembre 2009 a Wittenburg in slalom speciale indoor, senza completare la prova, colse il miglior piazzamento il 3 marzo 2010 a Sarentino in supercombinata (41º) e prese per l'ultima volta il via due giorni dopo nella medesima località in supergigante (68º). Si ritirò al termine della stagione 2011-2012 e la sua ultima gara fu lo slalom speciale dei Campionati tedeschi 2012, disputato ad Arber il 25 marzo e non completato da Steinbacher; in carriera non debuttò in Coppa del Mondo né prese parte a rassegne olimpiche o iridate.

## Palmarès

### Campionati tedeschi
- 2 medaglie:
  - 1 oro (supercombinata nel 2009)
  - 1 argento (supercombinata nel 2008)